# خافيير مالقينيو
خافيير مالقينيو (بالإسبانية: Javier Malagueño)‏ هو لاعب كرة قدم أرجنتيني في مركز الدفاع، ولد في 27 أكتوبر 1982 في كوسكيون في الأرجنتين. لعب مع أتليتيكو توكومان وأتليتيكو تيغري وأوليمبو وتاليريس كوردوبا ونادي إيراكليس ونادي راسينغ ونادي مالقا وهوراكان.

## وصلات خارجية
- خافيير مالقينيو على موقع قاعدة بيانات كرة القدم.إي يو (الإنجليزية)